# Хаузах
Хаузах (њем. Hausach) град је у њемачкој савезној држави Баден-Виртемберг. Једно је од 51 општинског средишта округа Ортенау. Према процјени из 2010. у граду је живјело 5.825 становника. Посједује регионалну шифру (AGS) 8317041.

## Географски и демографски подаци
Хаузах се налази у савезној држави Баден-Виртемберг у округу Ортенау. Град се налази на надморској висини од 238 метара. Површина општине износи 36,1 km². У самом граду је, према процјени из 2010. године, живјело 5.825 становника. Просјечна густина становништва износи 161 становника/km².

## Међународна сарадња
| Мјесто | Држава    | Врста сарадње | Од    |
| ------ | --------- | ------------- | ----- |
| Арбоа  | Француска | партнерство   | 1974. |
| Извор  |           |               |       |